# Digestion humaine
Pour les articles homonymes, voir Digestion (homonymie).
 (février 2021).
Si vous disposez d'ouvrages ou d'articles de référence ou si vous connaissez des sites web de qualité traitant du thème abordé ici, merci de compléter l'article en donnant les références utiles à sa vérifiabilité et en les liant à la section « Notes et références ».

Le système digestif de l'Homme.

Cet article traite du développement, de l'organisation et du fonctionnement du système digestif de l'être humain.

## Développement embryologique du tube digestif

### Généralités
Le tube digestif embryonnaire est constitué d'un simple tube, divisé en trois parties : l'intestin supérieur, moyen, inférieur.
L'intestin supérieur donnera les voies aérodigestives, l'œsophage, l'estomac, et le tiers proximal du duodénum.
L'intestin supérieur contient un diverticule respiratoire. En effet, le système respiratoire et digestif ont la même origine embryologique, ce qui explique le nombre important d'enfants naissant avec une fistule trachéo-œsophagienne par exemple. 
C'est aussi à partir de l'intestin supérieur que se développera le pancréas.
L'intestin moyen donnera les deux tiers distaux du duodénum, le jéjunum, l'iléon, le côlon ascendant, et le tiers proximal du côlon transverse. 
À la jonction des intestins moyen et supérieur, se trouve le diverticule hépatique, qui se développera à partir de la 3e semaine pour donner le foie et les voies biliaires.
L'intestin inférieur donnera les deux tiers distaux du côlon transverse, le côlon descendant, le côlon sigmoïde et le rectum.

### Organogenèse

#### Œsophage
Il n'y a pas de phénomènes particuliers concernant la genèse de cet organe, mis à part un léger décalage de celui-ci sur la gauche dû aux rotations de l'estomac.

#### Estomac
Il se développe à partir de la cinquième semaine.  
Une partie de l'intestin supérieur va légèrement gonfler, pour acquérir une forme de fuseau. Il va y avoir deux rotations, chacune dans un axe différent :
- une rotation selon un axe longitudinal. Ce qui est à gauche va passer à l'avant, et ce qui est à droite à l'arrière. C'est pour cela que le Nerf Vague Gauche est situé à l'avant de l'œsophage, qui est légèrement entraîné par cette rotation ;
- une rotation de 90° selon l'axe sagittal, qui donnera donc l'aspect « couché » de l'estomac, et la forme d'épingle à cheveux du duodénum, dans lequel sera calé le pancréas.

#### Pancréas
Il se développe à partir de la cinquième semaine, en même temps que l'estomac. 
L'intestin supérieur va donner deux bourgeons pancréatiques, gauche et droit. Ils sont alors séparés et bien distincts. La rotation de l'estomac va faire passer le bourgeon droit par-dessus le bourgeon gauche. Ces deux bourgeons vont se développer tout en même temps que le duodénum prendra sa forme définitive, ce qui explique la forte cohésion des deux organes. Le bourgeon supérieur, anciennement le bourgeon droit, va donner le corps et les voies de sécrétions des sucs pancréatiques principaux du pancréas, tandis que le bourgeon inférieur, anciennement le bourgeon gauche, donnera le processus unciné du pancréas.

#### Foie
Le foie se développe à partir de la troisième semaine, à partir du diverticule hépatique. Vont également se former à partir de ce diverticule, les voies biliaires. Le conduit sécréteur, situé alors du côté droit de l'intestin supérieur, va suivre le bourgeon pancréatique droit lors de la rotation de l'estomac, ce qui explique la jonction entre le canal cholédoque et le canal de Wirsung.
Les voies biliaires internes se développent à partir du mésenchyme périportal.

#### Intestin grêle
Le duodénum, le jéjunum et l’iléon sont trois segments successifs de l’intestin grêle. Il a une longueur moyenne de six mètres. Sa surface est augmentée d’environ 20 fois par les villosités intestinales, sortes de petits plis composés de beaucoup de vaisseaux sanguins, elles-mêmes recouvertes de microvillosités. Cette grande surface (environ 250 m2) est nécessaire pour l’absorption intestinale, le passage des nutriments dans le sang[réf. souhaitée].

## Anatomie du système digestif

### Le tube digestif et intestinal
- Cavité buccale
- Pharynx
- Œsophage
- Estomac
- Intestin grêle
- Gros intestin

### Les organes associés (sont considérés comme des organes annexes)
- Dents, langue et lèvres
- Glandes salivaires
- Pancréas
- Foie et vésicule biliaire

## Processus digestifs
Habituellement, la digestion implique des actions mécaniques et chimiques. Chez la plupart des vertébrés, elle se déroule en plusieurs phases dans le système digestif après l'ingestion (le plus souvent d'autres organismes). Après avoir été absorbés, les nutriments sont transportés dans le système circulatoire (sang et lymphe) pour répondre aux besoins en glucides, lipides, protéines, vitamines, sels minéraux et eau des cellules de l'organisme. Les parties non-assimilables comme les fibres sont rejetées avec les fèces.
La plupart des réactions chimiques réalisées pendant le processus de digestion sont catalysées par des protéines, les enzymes. 

### Aspect mécanique, sécrétoire et absorbant

#### Aspect mécanique
Tube digestif de sept mètres avec sphincters à chaque extrémité.
- ouverture coordonnée des sphincters
- progression du bol alimentaire par péristaltisme
- système régulateur en fonction de l'aliment
- imprégnation du bol alimentaire par des sécrétions digestives
- mises en contact des nutriments avec les surfaces absorbantes.

#### Aspect sécrétoire
C'est l'action des enzymes, de l'eau, et des différents pH mis en œuvre. 

#### Aspect absorbant
L'absorption des nutriments se fait au niveau de l'intestin grêle et du côlon.

## Les différentes phases de digestion des aliments

### Cavité buccale

#### Rôle de la mastication
Destruction des structures solides (parois des cellules végétales), réduction de la taille (facilite le passage du bol alimentaire dans le pharynx) et augmentation de la surface de contact avec les enzymes. La mastication est entièrement réflexe chez le nourrisson et devient essentiellement volontaire à l'âge adulte.

#### Rôle de la salive
- hydratation,
- lubrification,
- Modification du pH de la bouche (aliment ayant un pH acide)
- début de stérilisation,
- début de digestion : action de l'alpha-amylase ou ptyaline, qui n'agit que sur l'amidon, en le clivant en maltose et isomaltose. La salive comprend également la lipase linguale qui assure la digestion chez le nourrisson des lipides du lait maternel. Elle a un rôle plus modeste chez l'adulte.

### Estomac
- rôle de brassage grâce aux contractions des muscles de la paroi de l'estomac (péristaltisme)
- rôle de stockage
- prépare la digestion intestinale des protéines

#### Sécrétions gastriques
Elles sont de l'ordre de 1,5 litre par jour.

#### Hormones digestives
Les trois principales hormones digestives sont la gastrine, la sécrétine et la cholécystokinine.
1. gastrine : la présence des protéines dans l'estomac stimule la libération de gastrine par la muqueuse gastrique,
2. sécrétine : la présence d'acide dans le duodénum stimule la libération de la sécrétine par la muqueuse duodénale,
3. cholécystokinine : l'arrivée des lipides dans le duodénum stimule la libération de la cholécystokinine par la muqueuse duodénale.

##### Enzymes
- hydrolyse des protéines grâce à une endoprotéase : la pepsine

##### La pepsine
- elle clive les protéines en peptides,
- son pH optimum d'action se situe entre 1,8 et 4,4 ; elle est donc inactivée par les bicarbonates alcalins du suc pancréatique. Une basse température retarde et même suspend son action. L'alcool précipite cette enzyme.

##### L'aérogenerateur
- l'acide chlorhydrique acidifie à pH 2 afin de permettre aux enzymes dégradant sucres et protéines de fonctionner à leur pH optimum,
- le Facteur intrinsèque (ou de Castle), pour l'absorption de la vitamine B12.

Le bol alimentaire devient le chyme dans l'estomac.

### Duodénum
- déversement des sécrétions du pancréas par le canal pancréatique
- déversement des sécrétions du foie par le canal cholédoque

Par ailleurs les villosités et microvillosités vont augmenter la surface d'échange.
Le duodénum est l'endroit où se déversent :
- le chyme alimentaire,
- la bile,
- le suc pancréatique,
- le suc intestinal.

Ces derniers transforment le chyme alimentaire en nutriments.
Les nutriments sont : 
- l'eau,
- les sels minéraux,
- les vitamines,
- le glucose,
- les acides aminés,
- les acides gras,
- le glycérol,
- certains composés en très petites quantités, d'oligo-éléments (iode, sélénium).

### Foie
Il sécrète la bile, composée pour un quart de protéines et pour trois-quarts de sels biliaires. La bile est d'abord stockée dans la vésicule biliaire puis déversée dans l'intestin par l'intermédiaire du canal cholédoque .Elle permet d'émulsionner les matières grasses en microgouttelettes et ainsi faciliter leur digestion par les enzymes puis leur absorption.

### Intestin grêle
C'est ici qu'ont lieu les processus d'absorption. La structure de l'intestin grêle est faite de cryptes et de villosités, permettant l'augmentation de la surface d'échange entre le chyme et le tissu. Les cellules spécialisées dans l'absorption des nutriments sont les entérocytes, qui présentent à leur surface des microvillosités qui, comme les villosités du tissu, ont pour rôle d'augmenter la surface d'échange. Ainsi, on considère que l'intestin humain a une surface de contact avec le bol alimentaire équivalente à la surface de deux terrains de tennis (400 m2).

### Côlon (gros intestin)
- Stockage
- Absorption de l'eau
- Flore bactérienne (ou microbiote intestinal) :
le côlon possède une flore microbienne commensale abondante, c'est pourquoi un traitement antibiotique induit souvent une diarrhée aiguë, conséquence de la destruction d'une partie de la flore bactérienne du côlon. Cette flore protège l'hôte de l'agression de micro-organismes pathogènes, et joue un rôle physiologique majeur en dégradant les aliments pour lesquels l'homme ne possède pas l'équipement enzymatique nécessaire. Ainsi, les fibres alimentaires (cellulose des végétaux par exemple) sont dégradées par les enzymes bactériennes, et non pas par nos propres enzymes digestives. La relation flore-côlon repose sur un équilibre symbiotique.

## Adaptation des sécrétions
Plusieurs facteurs peuvent activer la sécrétion des divers éléments impliqués dans la digestion, comme la salive ou les suc gastriques et pancréatiques.
On peut distinguer plusieurs phases :

### Phase céphalique
L'odeur, la vue, ou la simple imagination d'un repas ou d'un aliment peuvent suffire à l'activation des sécrétions (notamment salivaire).

### Phase buccale
La prise d'aliment et la déglutition entraînent un certain nombre de réflexes de sécrétion.
Le corps a le pouvoir d'adapter ses sécrétions aux divers aliments. Nous verrons plus loin les limites de ce pouvoir. Les observations de Pavlov sur les réactions des poches gastriques des chiens à la viande, au pain et au lait montrent à l'évidence que le mécanisme de la sécrétion gastrique peut s'adapter aux aliments. Ce qui rend possible cette adaptation, ce sont les sécrétions gastriques qui émanent d'environ cinq millions de glandes microscopiques dissimulées dans les parois internes de l'estomac. Plusieurs de ces glandes sécrètent différentes parties du suc gastrique. Les quantités et proportions variables des divers éléments qui entrent dans la composition de ce suc donnent un fluide aux propriétés multiples et qui contribue à la digestion des différentes sortes d'aliments. Ainsi, selon les besoins, la réaction du suc peut être pratiquement neutre, faiblement ou fortement acide, et contenir plus ou moins de pepsine. Le facteur temps joue aussi. À un moment de la digestion, le caractère du suc peut être très différent de ce qu'il est à un autre moment, toujours selon ce qu'exige l'aliment à digérer.
La salive s'adapte, elle aussi, aux différents aliments et besoins digestifs. Ainsi, les acides faibles provoquent un flot copieux de salive, alors que les alcalins faibles n'en provoquent aucun. Même des substances désagréables et nuisibles occasionnent une sécrétion salivaire, mais alors c'est pour faciliter leur rejet. Les physiologistes font remarquer que l'action d'au moins deux types différents de glandes buccales peut amener une gamme considérable de variations correspondant au caractère de la sécrétion composée, qui est finalement libérée.
Le chien nous fournit un excellent exemple de ce pouvoir qu'a le corps de modifier et d'adapter ses sécrétions selon le caractère des différents aliments. Nourrissez le chien de viande, et sa sous-maxillaire surtout sécrétera une salive épaisse et visqueuse. Nourrissez-le de poudre de viande et de sa parotide coulera une abondante sécrétion aqueuse. La sécrétion épaisse lubrifie le bol alimentaire et facilite ainsi la déglutition, tandis que l'autre, aussi fluide que l'eau, entraîne la poudre sèche loin de la bouche. Ainsi donc, le service à rendre détermine le caractère du suc.
La ptyaline n'agit pas sur le sucre. Quand on mange du sucre, la salive abonde, mais elle est dépourvue de ptyaline. Les amidons trempés ne reçoivent pas de salive. Pas de ptyaline non plus sur la viande ou la graisse. Ce ne sont là que quelques-unes des adaptations facilement vérifiables parmi celles qu'on pourrait mentionner et on croit que la sécrétion gastrique produit une gamme d'adaptations encore plus étendue que celle de la sécrétion salivaire.

## Durée du transit
Une étude publiée en 2004 donne des éléments sur l'évolution de la durée de transit au niveau du système digestif. Le temps de vidange gastrique des liquides est d'environ 1 h 35 pour les 20–30 ans, alors qu'il est de 1 h 20 pour les 74–85 ans. Pour les solides, il est de l'ordre de 2 h pour les deux groupes, sans différence significative. Le temps de transit au niveau de l'intestin grêle est de 3 h 48 en moyenne pour les 20–30 ans, et de 4 h 42 pour les 74–85 ans. C'est au niveau du côlon que la durée du transit est la plus importante, de 39 h en moyenne pour les 20–30 ans, à comparer aux 66 h pour les 74–85 ans. Ces valeurs sont variables suivant les individus, leur état de santé, les types d'aliments, etc. D'autres études réalisées avec des marqueurs radio-opaques indiquent des valeurs comprises entre 34 h et 54 h.